# Przybin
Przybin (dodatkowa nazwa w j. kaszub. Przëbino) – osada w Polsce, położona w województwie pomorskim, w powiecie bytowskim, w gminie Czarna Dąbrówka.
W latach 1975–1998 osada administracyjnie należała do województwa słupskiego.
Grupa zabudowań na terenie byłego PGRu, na północny zachód od Mikorowa, jako osada występuje w skorowidzu miejscowości z roku 1967 .